# أرسنال موسم 1914–15
في موسم 1914–15، لعب نادي أرسنال لكرة القدم 38 مباراة، فاز في 19 منها وتعادل في 5 وخسر 14. احتل الفريق المركز الخامس، ولكن تمت ترقيته إلى الدرجة الأولى بسبب توسع الدوري إلى 22 فريقًا. كان هذا هو الموسم الأول منذ عام 1893 الذي أسقط فيه الفريق كلمة "وولويتش" من اسمه، وأعاد تسميته باسم نادي أرسنال لكرة القدم، ويستمرون في اللعب تحت هذا الاسم حتى اليوم.